# Camden megye (Georgia)
Camden megye az Amerikai Egyesült Államokban, azon belül Georgia államban található. Megyeszékhelye Woodbine, legnagyobb városa St. Marys. Lakosainak száma 54 768 fő (2020. április 1.). Camden megye Glynn, Nassau, Brantley és Charlton megyékkel határos.

## Népesség
A megye népességének változása:
| Lakosok száma | 50 704 | 50 332 | 51 460 | 51 476 | 52 102 | 54 768 |
|               | 2010   | 2011   | 2012   | 2013   | 2015   | 2020   |